# Підземне сховище газу Сілвер-Спрінгс
Підземне сховище газу Сілвер-Спрінгс — інфраструктурний об'єкт газової промисловості Австралії, що знаходиться на півдні штату Квінсленд.
Сховище створили на основі розташованих поруч виснажених газових родовищ Сілвер-Спрінгс (розробка велась з 1978 по 2000 роки) та Ренлім (виявлене у 1982-му і станом на кінець 2000-х перебувало у періодичній експлуатації), з яких на етапі розробки вилучили 2,5 млрд м3 газу. В 2011-му узялись за закачування ресурсу в сховище, яке за проектом мало тривати три роки, після чого було можливо переходити до двосторонньої експлуатації. 
Газ зберігається на глибині у 1,9 кілометра в пісковиковій формації Шоуграундс (Showgrounds), що має непроникну сланцеву покрівлю. Проект передбачав використання 5 свердловин – 3 на Сілвер-Спрінгс та 2 на Ренлім, при цьому лише одну з свердловин на Сілвер-Спрінгс потрібно було спорудити, тоді як всі інші були пробурені ще в період розробки газових родовищ. Для закачування призначені 4 свердловини (з них 1 резервна), а для відбору – 5 свердловин (2 резервні). 
Сховище має об’єм 1,24 (за іншими даними – 1) млрд м3 та добову пропускну здатність у 1,13 (за іншими даними – 0,85) млн м3 (як на закачування, так і на відбір). 
Сполучення з газотранспортною системою забезпечує трубопровід Сілвер-Спрінгс – Валлумбілла, при цьому піднятий газ передусім спярмовують до газопереробного заводу Валлуміблла.